# Sigge MacKvack
Sigge MacKvack (även stavat McKvack, engelska: Launchpad McQuack; ”Startplatta McKvack”) är en av Walt Disney Companys seriefigurer i Kalle Ankas universum och en av de återkommande karaktärerna i TV-serierna Knatte, Fnatte och Tjatte på äventyr (engelska: Ducktales) och Darkwing Duck, samt rebooten Ducktales (2017). Han är anka och till yrket pilot, känd för sina haverier och allmänt positiva humör.

## Karaktär
Sigge MacKvack är en kraftigt byggd karaktär med breda axlar och mycket skarp käklinje. Som namnet antyder är han en anka, men på grund av sin kraftiga underkäke felidentifieras han ibland som en pelikan.
Till yrket är Sigge pilot och chaufför, med utbildning för de flesta flygfarkoster, såsom helikopter och flygbåt, varav han traditionellt går runt i pilotkläder. I de äldre serierna klädde han sig i gammaldags stil med bomberjacka, halsduk och flygarhuva med uppsatta flygglasögon likt en pilot från 1930-talet, men i 2017 års Ducktales-reboot har halsduken och huvan ofta bytts ut mot olika former av kepsar.

### Karriär
I avsnittet "Högtflygande planer" av TV-serien Knatte, Fnatte och Tjatte på äventyr (säsong 1, avsnitt 23) berättas det att Sigges pilotintresse kommer från hans familj där allihop är piloter. De driver tillsammans en flyguppvisningsgrupp känd som "den flygande familjen" (engelska: The Flying McQuacks), bestående av hans pappa "Rickard MacKvack" (Ripcord McQuack), hans mamma "Bettan MacKvack" (Birdie McQuack) och hans syster "Lillan MacKvack" (Loopy McQuack). Sigge brukade vara med i denna grupp tidigare, men efter att ha havererat under en flyguppvisning, som han beskriver som "att ha klantat sig mer än vanligt", bestämde han sig för att lämna sin familj i skam, varefter han fick jobb som pilot hos Joakim von Anka i Ankeborg. Senare flyttade han till staden St. Canard (Sankt Canard) och blev medhjälpare och pilot till Drake Mallard, alias Darkwing Duck.
Trots sin utbildning och hängivenhet till pilotkarriären är han en riktig "hejare" på att haverera sina flygfarkoster istället för att landa, något som ställer till med diverse problem för honom och hans kamrater när de är ute på äventyr. I avsnittet "Armstrong" av TV-serien Knatte, Fnatte och Tjatte på äventyr (säsong 1, avsnitt 8) tävlar han mot en robot i ett helikopterrally, och lyckas träffa en nymålad anslagstavla, för att sedan haverera genom en lada. I ett följande avsnitt "Högtflygande planer" (säsong 1, avsnitt 23) visas det att hans haveritradition går tillbaka till barndomen. Hans mor visar upp diverse barndomsbilder av Sigge där han lyckats flyghaverera saker som "spjälsäng" och "barnstol". Hans mor berättar att han alltid velat flyga och trots att han för det mesta kraschar har han aldrig gett sig.

### Kända citat
Det finns flera kända citat av Sigge, främst i relation till hans haverier. Exempelvis:
| ” | Bara det har vingar, kan jag krascha det. | „ |
| – engelska: If it's got wings, I can crash it., Knatte, Fnatte och Tjatte på äventyr – avsnitt 3, säsong 1 |                                           |   |

| ” | Varje krasch du kan gå iväg från är en bra krasch! | „ |
| – engelska: Any crash you can walk away from is a good crash!, Disney's DuckTales – serietidning, nummer 1/1988 |                                                    |   |

## Sigge MacKvacks röst
| Röstskådespelare | Dubbår    | Dubb                                 | Dubb       | Dubb         | Produktion    | Not         |
| ---------------- | --------- | ------------------------------------ | ---------- | ------------ | ------------- | ----------- |
| Per Sandborgh    | 1988      | Knatte, Fnatte och Tjatte på äventyr | säsong 1   | originaldubb | Media Dubb AB | för TV3     |
| Ulf Källvik      | 1992      | Knatte, Fnatte och Tjatte på äventyr | säsong 2   | originaldubb | KM Studio AB  | för SVT     |
| Ulf Källvik      | 1992      | Darkwing Duck                        | säsong 1–2 | originaldubb | KM Studio AB  |             |
| Felix von Bahder | 2017–2020 | Ducktales (TV-serie, 2017)           | säsong 1–3 | originaldubb | DCVI          |             |
| Per Sandborgh    | 2020      | Knatte, Fnatte och Tjatte på äventyr | säsong 1   | omdubb       | DCVI          | för Disney+ |

## Anmärkningslista
1. 1 2  Disney Character Voices International Inc.